# Jachad (kibuc)
Jachad (hebrejsky יחד‎) je kibuc nacházející se v oblastní radě Misgav v Severním distriktu v Izraeli. Je členem Kibucového hnutí.

## Poloha
Kibuc se nachází v nadmořské výšce 451 metrů v severní části Dolní Galileje. Leží na východním svahu hory Har Netofa (526 m n. m.), která je součástí horského pásu Harej Jatvat oddělujícího údolí Bik'at Sachnin na severu od Bejtnetofského údolí na jihu. Okolní terén se prudce svažuje jižním směrem do Bejtnetofského údolí a mírně severozápadním směrem do údolí Bik'at Sachnin. Jihozápadně od kibucu protéká vádí al-Chasin. V okolí kibucu se nacházejí místní rady Arrába, Dejr Channa, Ajlabún a Bu'ejne-Nudžejdat a společné osady Hararit a Avtaljon.

## Historie
Kibuc založila v roce 1992 skupina mladých přátel, kteří vyrůstali v 80. letech v sousední vesnici Hararit. Jedná se o jedince, kteří se věnují transcendentální meditaci. Vzhledem k skutečnosti, že obě vesnice obývají stejně smýšlející lidé, jsou často považovány za jednu vesnici a označovány jako Hararit-Jachad. Jsou řízeny jedním místním výborem, ale jejich obyvatelé tvoří dvě samostatná družstva. Na počátku 21. století prošel kibuc procesem částečné privatizace.

## Kultura a vzdělávání
V kibucu se nachází komunitní centrum.

## Hospodářství
Ekonomika kibucu je založena na cestovním ruchu a službách. Někteří obyvatelé dojíždějí za prací mimo kibuc.

## Doprava
Kolem obce prochází silnice č. 7955, po které se dá dostat do vesnice Hararit a Avtaljon a dále do mošavu Jodfat a na křižovatku se silnicí č. 784.